# Kanarische Mumien
Auf den Kanarischen Inseln wurden Menschenleichen aus der Zeit vor der Eroberung durch die Europäer gefunden, deren Zustand darauf hindeutet, dass die Verstorbenen vor der Bestattung behandelt wurden und so vor der Verwesung geschützt waren.

## Historische Berichte

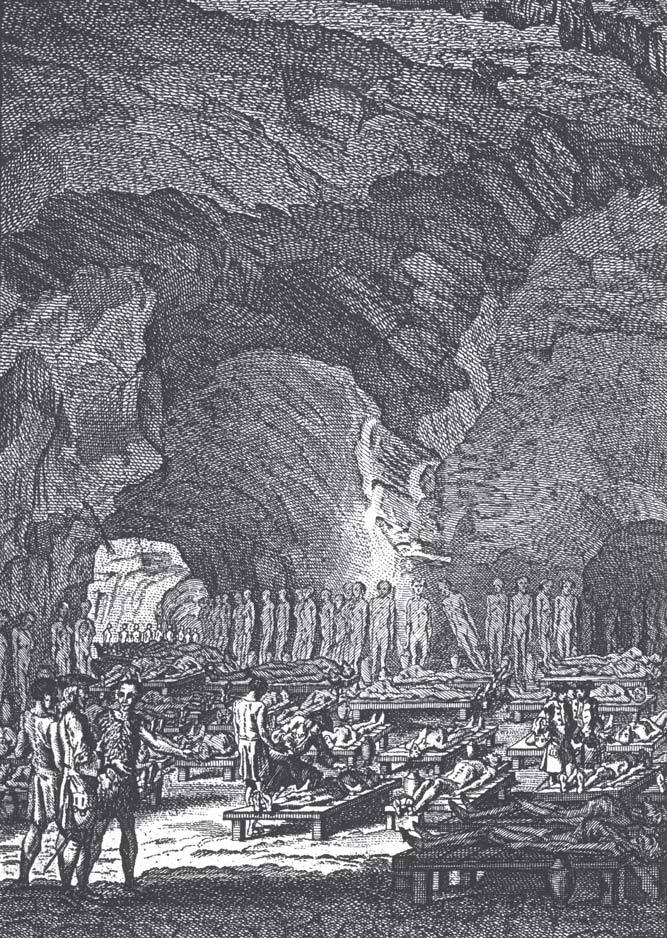
Darstellung einer Bestattungshöhle aus dem 18. Jahrhundert nach dem Bericht aus dem 16. Jahrhundert

Bereits vor der Eroberung der Kanarischen Inseln durch Europäer gab es Berichte über Mumifizierungen und Bestattungshöhlen, in denen mehrere Hundert Verstorbene beigesetzt waren. Der englische Händler Thomas Nichols berichtete in einem 1583 in England erschienenen Buch, dass er Höhlen gesehen habe, in denen es 300 Körper gab, deren Fleisch getrocknet war und die leicht wie Pergament waren.
Die Bestattungs- und Mumifizierungspraktiken der Ureinwohner der Kanaren wurden von Juan de Abreu Galindo und von Alonso de Espinosa um 1600 (also etwa 100 Jahre nach dem Abschluss der Eroberung) beschrieben. Die Abweichungen der Berichte voneinander werden damit begründet, dass es unterschiedliche Vorgehensweisen gab. Für beide Beschreibungen liegen archäologische Befunde vor.

## Entwicklung der Forschung
Im 19. Jahrhundert entwickelten viele Nordeuropäer ein besonderes Interesse für die Kanarischen Inseln. Das betraf einerseits die Geologie und Botanik, andererseits aber auch die Geschichte einschließlich der Frühgeschichte. Ausländische Museen, aber auch private Sammler kauften kanarische Mumien und Skelette auf und brachten sie in verschiedene Länder.
Das Museo Arqueológico y Etnográfico de Tenerife (heute Museo de Naturaleza y Arqueología) initiierte 1989 ein internationales Programm zur Erforschung der kanarischen Mumien. 1992 wurden auf dem I Congreso Internacional de Estudios sobre Momias in Puerto de la Cruz die ersten Ergebnisse der wissenschaftlichen Untersuchungen vorgestellt. Die Regierung der Kanarischen Inseln bemüht sich darum, außerhalb der Inseln befindliche prähistorische Objekte auf die Inseln zurückzuholen oder wenigstens genaue Forschungsergebnisse der archäologischen Funde aus den verschiedenen Ländern zu erhalten.
Die einzige kanarische Mumie, die sich in Deutschland befindet, ist seit 1802 Teil der Sammlung des Johann-Friedrich-Blumenbach-Instituts für Zoologie und Anthropologie an der Georg-August-Universität Göttingen. Es handelt sich dabei um die Überreste einer 30- bis 40-jährigen Frau, die im späten 13. oder im frühen 14. Jahrhundert auf der Insel Teneriffa gelebt hat.
Die bisherigen Untersuchungsergebnisse zeigen, dass die Mumien, die auf Teneriffa gefunden wurden, in der Zeit vom 5. Jahrhundert n. Chr. bis ins 14. Jahrhundert n. Chr. entstanden. Bei den Verstorbenen handelte es sich sowohl um Männer, als auch um Frauen. In einigen Fällen wurden die Innereien ohne die Leber, aber nie das Gehirn entfernt. Die Konservierung der Leichname, die auf den anderen Inseln gefunden wurden, scheint eher auf natürliche klimatische Bedingungen zurückzuführen zu sein. Die Leichen scheinen zwar teilweise behandelt worden zu sein aber nicht mit dem Ziel einer Mumifizierung.

## Arten der Behandlung

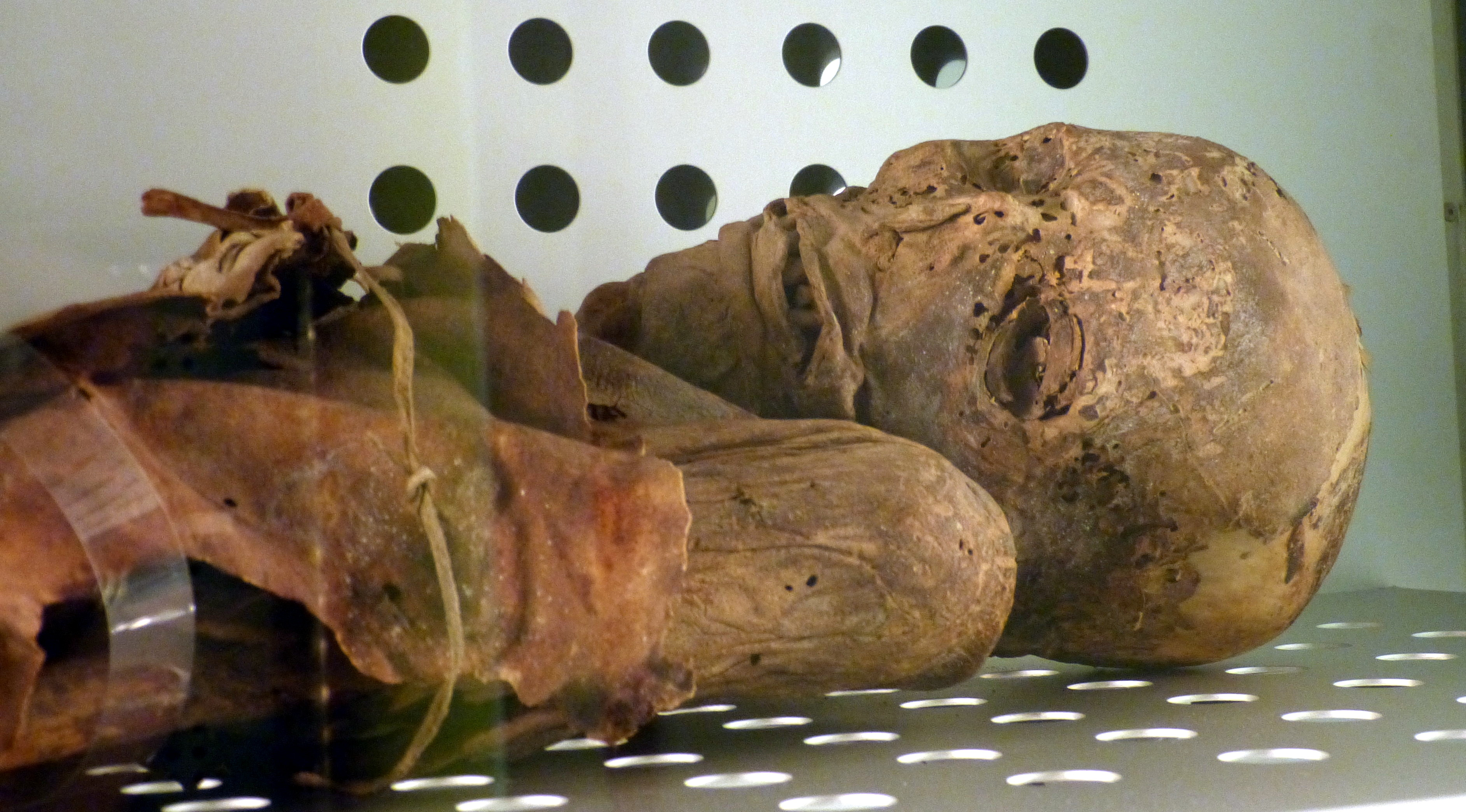
Mumie eines Mannes im Museo de Naturaleza y Arqueología in Santa Cruz de Tenerife

Über den Vorgang der Mumifizierung sind aus der Zeit nach der Eroberung verschiedene Berichte erhalten. Diese Darstellungen, die unterschiedliche Arten der Behandlung der Toten schildern, sind durch archäologische Untersuchungen bestätigt worden. Mit dem Herrichten der Leichen und  der Bestattung waren Männer und Frauen befasst, die außerhalb der Gesellschaft standen und nur Tote ihres Geschlechts behandelten.
Es können grundsätzlich drei Verfahren unterschieden werden:
- Bei dem aufwändigsten Verfahren wurde der Leichnam in eine Höhle gebracht und die Innereien, nicht aber das Gehirn entfernt.[6]  In den folgenden Tagen wurde der Körper mehrfach gewaschen. Danach wurde er mit einer Mischung aus Holz der Baumheide, Kiefernrinde und Vulkanasche behandelt. Das anschließende Einreiben des Körpers mit Ziegen- oder Schafbutter übernahmen dann wieder die Angehörigen. Zum Schluss wurde der Tote in Ziegenfelle eingewickelt die zugenäht wurden. Die Leichen der Stammeshäuptlinge wurden auf ein Grabgestell gelegt.  Weniger bedeutende Personen wurden auf Reisig oder Steine gelegt um die Bodenfeuchtigkeit durch Luftzirkulation abzuhalten.
- Bei einem anderen Verfahren wurde die Leiche auch gründlich gewaschen und dann 15 Tage in wechselnden Positionen an der Sonne getrocknet. Die Innereien wurden nicht entfernt, sondern nur eine Konservierungsmischung durch den Mund in den Körper eingeführt. Auch diese Leichen wurden anschließend in Tierfelle eingewickelt, welche zugenäht wurden. Diese Konservierungsmethode wurde bei den meisten heute bekannten kanarischen Mumien angewendet.
- Das einfachste Verfahren bestand darin, dass die Körper der Verstorbenen mit Wasser und Salz gewaschen und dann an der Sonne getrocknet wurden.